# Aeropuerto de Taloyoak
El Aeropuerto de Toloyoak (del inglés: Toloyoak Airport) (IATA: YYH, OACI: CYYH) está ubicado a 0,75 MN (1,39 km; 0,86 mi) al oeste de Taloyoak, Nunavut, Canadá y es operado por el gobierno de Nunavut.

## Aerolíneas y destinos
- Canadian North
  - Yellowknife / Aeropuerto de Yellowknife
  - Cambridge Bay / Aeropuerto de Cambridge Bay
  - Gjoa Haven / Aeropuerto de Gjoa Haven
  - Taloyoak / Aeropuerto de Kugaaruk
  - Kugluktuk / Aeropuerto de Kugluktuk
- First Air
  - Yellowknife / Aeropuerto de Yellowknife
  - Cambridge Bay / Aeropuerto de Cambridge Bay
  - Gjoa Haven / Aeropuerto de Gjoa Haven
  - Taloyoak / Aeropuerto de Kugaaruk
  - Kugluktuk / Aeropuerto de Kugluktuk